# 翟林奈

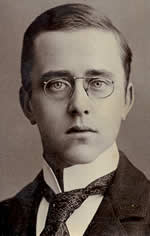
翟林奈

翟林奈（Lionel Giles，1875年12月29日—1958年1月22日），又译为小翟理斯，英国人，维多利亚时代的学者、翻译家，汉学家翟理斯之子。

## 生平
他于1900年进入大英博物馆工作，担任过助理馆长、东方图书与写本部（Department of Oriental Manuscripts and Printed Books）部长，负责中文图书的管理。他曾将《孙子兵法》、《论语》等中国古代著作翻译为英文。同时还从事汉文写本的编目工作，编成《大英博物馆藏敦煌汉文写本注记目录》。，曾参与《佛学大辞典》的校正工作，1940年退休。